# Championnats du monde de gymnastique artistique 2013
Navigation
Tokyo 2011 Nanning 2014
Les 44es championnats du monde de gymnastique artistique ont eu lieu à Anvers, en Belgique, du 30 septembre au 6 octobre 2013. Les compétitions ont lieu au Sportpaleis Antwerp.

## Programme
| Q | Qualifications | F | Finales |

| Hommes                      |
| Concours général individuel |
| Sol                         |
| Cheval d'arçons             |
| Anneaux                     |
| Saut de cheval              |
| Barres parallèles           |
| Barre fixe                  |
| Femmes                      |
| Concours général individuel |
| Saut de cheval              |
| Barres asymétriques         |
| Poutre                      |
| Sol                         |

## Podiums
| Épreuves                                        | Or                                     | Argent                                         | Bronze                      |
| ----------------------------------------------- | -------------------------------------- | ---------------------------------------------- | --------------------------- |
| Hommes                                          |                                        |                                                |                             |
| Concours général individuel résultats détaillés | Kōhei Uchimura Japon                   | Ryōhei Katō Japon                              | Fabian Hambüchen Allemagne  |
| Sol résultats détaillés                         | Kenzō Shirai Japon                     | Jacob Dalton États-Unis                        | Kōhei Uchimura Japon        |
| Cheval d'arçons résultats détaillés             | Kōhei Kameyama Japon                   | Max Whitlock Royaume-Uni Daniel Corral Mexique | —                           |
| Anneaux résultats détaillés                     | Arthur Zanetti Brésil                  | Aleksandr Balandin Russie                      | Brandon Wynn États-Unis     |
| Saut de cheval résultats détaillés              | Yang Hak-seon Corée du Sud             | Steven Legendre États-Unis                     | Kristian Thomas Royaume-Uni |
| Barres parallèles résultats détaillés           | Kohei Uchimura Japon Lin Chaopan Chine | —                                              | John Orozco États-Unis      |
| Barre fixe résultats détaillés                  | Epke Zonderland Pays-Bas               | Fabian Hambüchen Allemagne                     | Kohei Uchimura Japon        |
| Femmes                                          |                                        |                                                |                             |
| Concours général individuel résultats détaillés | Simone Biles États-Unis                | Kyla Ross États-Unis                           | Aliya Mustafina Russie      |
| Saut de cheval résultats détaillés              | McKayla Maroney États-Unis             | Simone Biles États-Unis                        | Un Jong Hong Corée du Nord  |
| Barres asymétriques résultats détaillés         | Huang Huidan Chine                     | Kyla Ross États-Unis                           | Aliya Mustafina Russie      |
| Poutre résultats détaillés                      | Aliya Mustafina Russie                 | Kyla Ross États-Unis                           | Simone Biles États-Unis     |
| Sol résultats détaillés                         | Simone Biles États-Unis                | Vanessa Ferrari Italie                         | Larisa Iordache Roumanie    |

## Résultats détaillés

### Hommes

#### Concours général individuel
| Rang               | Gymnaste             | Pays         | Sol    | Cheval d'arçon | Anneaux | Saut   | Barres parallèles | Barre fixe | Total  |
| ------------------ | -------------------- | ------------ | ------ | -------------- | ------- | ------ | ----------------- | ---------- | ------ |
| Médaille d'or      | Kōhei Uchimura       | Japon        | 15.558 | 15.133         | 15.100  | 15.333 | 15.333            | 15.533     | 91.990 |
| Médaille d'argent  | Ryohei Kato          | Japon        | 15.500 | 14.600         | 14.666  | 14.800 | 15.300            | 15.166     | 90.032 |
| Médaille de bronze | Fabian Hambüchen     | Allemagne    | 15.133 | 13.333         | 14.800  | 14.900 | 15.233            | 15.933     | 89.332 |
| 4                  | Max Whitlock         | Royaume-Uni  | 15.266 | 15.633         | 14.266  | 14.733 | 14.533            | 14.600     | 89.031 |
| 5                  | Sérgio Sasaki        | Brésil       | 15.133 | 14.250         | 14.600  | 15.200 | 14.900            | 14.866     | 88.949 |
| 6                  | Sam Mikulak          | États-Unis   | 15.366 | 14.608         | 14.775  | 14.833 | 15.200            | 13.766     | 88.548 |
| 7                  | Daniel Purvis        | Royaume-Uni  | 15.133 | 14.333         | 14.341  | 15.033 | 15.000            | 14.266     | 88.106 |
| 8                  | Andrey Likhovitskiy  | Biélorussie  | 14.266 | 15.000         | 14.166  | 14.133 | 15.058            | 14.800     | 87.423 |
| 9                  | Lin Chaopan          | Chine        | 14.466 | 14.766         | 14.433  | 14.133 | 15.100            | 13.966     | 86.864 |
| 10                 | Zhou Shixiong        | Chine        | 14.833 | 13.066         | 14.066  | 14.700 | 15.400            | 14.566     | 86.631 |
| 11                 | Fabian González      | Espagne      | 14.800 | 14.500         | 13.966  | 14.900 | 13.200            | 15.000     | 86.366 |
| 12                 | David Belyavskiy     | Russie       | 14.633 | 13.933         | 14.533  | 14.900 | 14.675            | 13.600     | 86.274 |
| 13                 | Arnaud Willig        | France       | 14.300 | 14.125         | 14.466  | 14.066 | 14.700            | 14.333     | 85.990 |
| 14                 | Bart Deurloo         | Pays-Bas     | 14.800 | 13.700         | 13.366  | 14.233 | 14.166            | 15.466     | 85.731 |
| 15                 | Oleh Vernyayev       | Ukraine      | 15.133 | 13.800         | 14.733  | 15.166 | 15.000            | 11.833     | 85.665 |
| 16                 | Pablo Brägger        | Suisse       | 14.183 | 13.916         | 14.133  | 13.833 | 14.566            | 14.633     | 85.264 |
| 17                 | Arthur Oyakawa       | Brésil       | 15.033 | 11.633         | 14.166  | 14.900 | 14.508            | 14.900     | 85.140 |
| 18                 | Casimir Schmidt      | Pays-Bas     | 15.000 | 12.700         | 14.108  | 14.733 | 14.066            | 13.600     | 84.207 |
| 19                 | Gustavo Palma Simões | Portugal     | 14.300 | 13.766         | 14.800  | 13.766 | 13.166            | 13.700     | 83.298 |
| 20                 | Néstor Abad          | Espagne      | 14.466 | 12.825         | 13.566  | 14.400 | 13.400            | 14.433     | 83.090 |
| 21                 | Ángel Ramos          | Porto Rico   | 14.600 | 10.466         | 13.466  | 14.500 | 13.566            | 14.366     | 80.964 |
| 22                 | Park Min-soo         | Corée du Sud | 13.866 | 11.700         | 14.300  | 13.066 | 13.400            | 14.566     | 80.898 |
| 23                 | Oliver Hegi          | Suisse       | 13.933 | 13.766         | 13.700  | 14.666 | 15.000            | 7.100      | 78.165 |
| 24                 | Jossimar Calvo       | Colombie     | –      | 14.575         | 14.433  | 13.866 | 15.400            | 11.233     | 69.507 |

#### Sol
| Rang               | Gymnaste         | Pays        | Score D | Score E | Pén. | Total  |
| ------------------ | ---------------- | ----------- | ------- | ------- | ---- | ------ |
| Médaille d'or      | Kenzo Shirai     | Japon       | 7.400   | 8.600   |      | 16.000 |
| Médaille d'argent  | Jacob Dalton     | États-Unis  | 6.700   | 8.900   |      | 15.600 |
| Médaille de bronze | Kōhei Uchimura   | Japon       | 6.400   | 9.100   |      | 15.500 |
| 4                  | Daniel Purvis    | Royaume-Uni | 6.500   | 8.900   |      | 15.400 |
| 5                  | Diego Hypólito   | Brésil      | 6.900   | 8.466   |      | 15.366 |
| 5                  | Steven Legendre  | États-Unis  | 6.800   | 8.566   |      | 15.366 |
| 7                  | Fabian Hambüchen | Allemagne   | 6.500   | 8.800   |      | 15.300 |
| 8                  | Scott Morgan     | Canada      | 6.400   | 8.433   |      | 14.833 |

#### Cheval d'arçons
| Rang              | Gymnaste              | Pays        | Score D | Score E | Pén. | Total  |
| ----------------- | --------------------- | ----------- | ------- | ------- | ---- | ------ |
| Médaille d'or     | Kohei Kameyama        | Japon       | 6.900   | 8.933   |      | 15.833 |
| Médaille d'argent | Max Whitlock          | Royaume-Uni | 7.200   | 8.433   |      | 15.633 |
| Médaille d'argent | Daniel Corral         | Mexique     | 6.800   | 8.833   |      | 15.633 |
| 4                 | Zhang Hongtao         | Chine       | 6.600   | 9.000   |      | 15.600 |
| 4                 | Alberto Busnari       | Italie      | 7.100   | 8.500   |      | 15.600 |
| 6                 | Robert Seligman       | Croatie     | 6.400   | 9.033   |      | 15.433 |
| 7                 | Matvei Petrov         | Russie      | 6.700   | 8.716   |      | 15.416 |
| 8                 | Prashanth Sellathurai | Australie   | 6.600   | 7.433   |      | 14.033 |

#### Anneaux
| Rang               | Gymnaste           | Pays       | Score D | Score E | Pén. | Total  |
| ------------------ | ------------------ | ---------- | ------- | ------- | ---- | ------ |
| Médaille d'or      | Arthur Zanetti     | Brésil     | 6.800   | 9.000   |      | 15.800 |
| Médaille d'argent  | Aleksandr Balandin | Russie     | 6.900   | 8.833   |      | 15.733 |
| Médaille de bronze | Brandon Wynn       | États-Unis | 6.700   | 8.966   |      | 15.666 |
| 4                  | Liu Yang           | Chine      | 6.800   | 8.833   |      | 15.633 |
| 5                  | Yuri van Gelder    | Pays-Bas   | 6.900   | 8.633   |      | 15.533 |
| 6                  | Samir Ait Said     | France     | 6.800   | 8.700   |      | 15.500 |
| 7                  | Koji Yamamuro      | Japon      | 6.800   | 8.633   |      | 15.433 |
| 8                  | Danny Pinheiro     | France     | 6.900   | 7.666   |      | 14.566 |

#### Saut de cheval
| Rang               | Gymnaste        | Pays         | Score D | Score E | Pén.   | Score 1 | Score D | Score E | Pén.   | Score 2 | Total  |
| ------------------ | --------------- | ------------ | ------- | ------- | ------ | ------- | ------- | ------- | ------ | ------- | ------ |
| Médaille d'or      | Yang Hak-Seon   | Corée du Sud | 6.400   | 9.333   |        | 15.733  | 6.000   | 9.333   |        | 15.333  | 15.533 |
| Médaille d'argent  | Steven Legendre | États-Unis   | 6.000   | 9.266   |        | 15.266  | 6.000   | 9.233   |        | 15.233  | 15.249 |
| Médaille de bronze | Kristian Thomas | Royaume-Uni  | 6.000   | 9.500   |        | 15.500  | 5.600   | 9.366   |        | 14.966  | 15.233 |
| 4                  | Kenzo Shirai    | Japon        | 6.000   | 9.466   | 0.1    | 15.366  | 5.600   | 9.300   |        | 14.900  | 15.133 |
| 5                  | Sergio Sasaki   | Brésil       | 6.000   | 9.333   |        | 15.333  | 5.600   | 9.266   |        | 14.866  | 15.099 |
| 6                  | Diego Hypólito  | Brésil       | 5.600   | 9.336   |        | 14.966  | 5.800   | 9.333   |        | 15.133  | 15.049 |
| 7                  | Marius Berbecar | Roumanie     | 5.600   | 9.200   |        | 14.800  | 5.600   | 9.300   |        | 14.900  | 14.850 |
| 8                  | Oleh Vernyayev  | Ukraine      | 6.000   | 9.133   |        | 15.133  | 6.000   | 8.066   | 0.3    | 13.766  | 14.449 |
| Rang               | Gymnaste        | Pays         | Saut 1  | Saut 1  | Saut 1 | Saut 1  | Saut 2  | Saut 2  | Saut 2 | Saut 2  | Total  |

#### Barres parallèles
| Rang               | Gymnaste               | Pays        | Score D | Score E | Pén. | Total  |
| ------------------ | ---------------------- | ----------- | ------- | ------- | ---- | ------ |
| Médaille d'or      | Kōhei Uchimura         | Japon       | 6.700   | 8.966   |      | 15.666 |
| Médaille d'or      | Lin Chaopan            | Chine       | 6.700   | 8.966   |      | 15.666 |
| Médaille de bronze | John Orozco            | États-Unis  | 6.800   | 8.733   |      | 15.533 |
| 4                  | You Hao                | Chine       | 6.900   | 8.600   |      | 15.500 |
| 5                  | Epke Zonderland        | Pays-Bas    | 6.500   | 8.800   |      | 15.300 |
| 6                  | Marius Daniel Berbecar | Roumanie    | 6.500   | 8.500   |      | 15.000 |
| 7                  | Brandon Wynn           | États-Unis  | 6.300   | 7.966   |      | 14.266 |
| 8                  | Vasileios Tsolakidis   | Grèce       | 5.600   | 7.833   |      | 13.433 |
| 9                  | Anton Fokin            | Ouzbékistan | 5.500   | 6.966   |      | 12.466 |

#### Barre fixe
| Rang               | Gymnaste              | Pays       | Score D | Score E | Pén. | Total  |
| ------------------ | --------------------- | ---------- | ------- | ------- | ---- | ------ |
| Médaille d'or      | Epke Zonderland       | Pays-Bas   | 7.700   | 8.300   |      | 16.000 |
| Médaille d'argent  | Fabian Hambüchen      | Allemagne  | 7.400   | 8.533   |      | 15.933 |
| Médaille de bronze | Kōhei Uchimura        | Japon      | 6.900   | 8.733   |      | 15.633 |
| 4                  | Samuel Mikulak        | États-Unis | 6.900   | 8.666   |      | 15.566 |
| 5                  | Jossimar Calvo Moreno | Colombie   | 7.200   | 8.266   |      | 15.466 |
| 6                  | Andreas Bretschneider | Allemagne  | 6.900   | 8.258   |      | 15.158 |
| 7                  | Ryohei Kato           | Japon      | 6.400   | 8.625   |      | 15.025 |
| 8                  | Lin Chaopan           | Chine      | 6.900   | 8.000   |      | 14.900 |

### Femmes

#### Concours général individuel
| Rang               | Gymnaste           | Pays        | Saut   | Barres asymétriques | Poutre | Sol    | Total  |
| ------------------ | ------------------ | ----------- | ------ | ------------------- | ------ | ------ | ------ |
| Médaille d'or      | Simone Biles       | États-Unis  | 15.850 | 14.700              | 14.433 | 15.233 | 60.216 |
| Médaille d'argent  | Kyla Ross          | États-Unis  | 15.366 | 15.100              | 14.533 | 14.333 | 59.332 |
| Médaille de bronze | Aliya Mustafina    | Russie      | 14.891 | 15.233              | 14.166 | 14.566 | 58.856 |
| 4                  | Larisa Iordache    | Roumanie    | 15.033 | 14.200              | 13.833 | 14.700 | 57.766 |
| 5                  | Yao Jinnan         | Chine       | 14.800 | 15.333              | 13.633 | 13.866 | 57.632 |
| 6                  | Vanessa Ferrari    | Italie      | 14.400 | 13.700              | 14.166 | 14.466 | 56.732 |
| 7                  | Giulia Steingruber | Suisse      | 15.300 | 13.200              | 13.733 | 14.466 | 56.699 |
| 8                  | Shang Chunsong     | Chine       | 14.000 | 14.466              | 13.700 | 13.966 | 56.132 |
| 9                  | Asuka Teramoto     | Japon       | 14.000 | 14.033              | 14.033 | 13.466 | 55.532 |
| 10                 | Victoria Moors     | Canada      | 14.733 | 13.800              | 12.300 | 14.633 | 55.466 |
| 11                 | Carlotta Ferlito   | Italie      | 14.333 | 13.233              | 14.100 | 13.733 | 55.399 |
| 12                 | Roxana Popa        | Espagne     | 14.800 | 13.533              | 12.933 | 14.100 | 55.366 |
| 13                 | Ellie Black        | Canada      | 14.533 | 12.866              | 14.133 | 13.433 | 54.965 |
| 14                 | Noemi Makra        | Hongrie     | 13.700 | 13.633              | 13.900 | 13.533 | 54.766 |
| 15                 | Elisabeth Seitz    | Allemagne   | 14.833 | 13.733              | 12.433 | 12.666 | 53.665 |
| 16                 | Anna Rodionova     | Russie      | 14.141 | 13.758              | 12.066 | 13.333 | 53.298 |
| 17                 | Ruby Harrold       | Royaume-Uni | 13.900 | 14.533              | 11.066 | 13.700 | 53.199 |
| 18                 | Gaëlle Mys         | Belgique    | 13.958 | 12.366              | 13.666 | 12.966 | 52.956 |
| 19                 | Rebecca Tunney     | Royaume-Uni | 14.866 | 13.033              | 11.966 | 13.000 | 52.865 |
| 20                 | Noel van Klaveren  | Pays-Bas    | 14.966 | 10.633              | 12.733 | 13.633 | 51.965 |
| 21                 | Laura Waem         | Belgique    | 13.800 | 13.533              | 12.233 | 12.366 | 51.932 |
| 22                 | Ilaria Kaeslin     | Suisse      | 13.800 | 13.100              | 12.433 | 12.233 | 51.566 |
| 23                 | Natsumi Sasada     | Japon       | 13.966 | 10.366              | 13.500 | 13.233 | 51.065 |
| 24                 | Vasilikí Milloúsi  | Grèce       | 13.166 | 10.500              | 12.800 | 13.066 | 49.532 |

#### Saut de cheval
| Rang               | Gymnaste             | Pays                   | Score D | Score E | Pén.   | Score 1 | Score D | Score E | Pén.   | Score 2 | Total  |
| ------------------ | -------------------- | ---------------------- | ------- | ------- | ------ | ------- | ------- | ------- | ------ | ------- | ------ |
| Médaille d'or      | McKayla Maroney      | États-Unis             | 6.300   | 9.766   | 0.1    | 15.966  | 6.000   | 9.483   |        | 15.483  | 15.724 |
| Médaille d'argent  | Simone Biles         | États-Unis             | 6.300   | 9.633   |        | 15.933  | 5.600   | 9.658   |        | 15.258  | 15.595 |
| Médaille de bronze | Hong Un-jong         | Corée du Nord          | 6.300   | 9.266   |        | 15.566  | 6.400   | 9.000   |        | 15.400  | 15.483 |
| 4                  | Giulia Steingruber   | Suisse                 | 6.200   | 9.300   |        | 15.500  | 5.800   | 9.166   |        | 14.966  | 15.233 |
| 5                  | \|Oksana Chusovitina | Ouzbékistan            | 6.200   | 8.533   | 0.1    | 14.633  | 5.500   | 9.033   |        | 14.533  | 14.583 |
| 6                  | Phan Thi Ha Thanh    | Viêt Nam               | 6.200   | 8.866   | 0.1    | 14.966  | 5.800   | 7.933   | 0.1    | 13.633  | 14.299 |
| 7                  | Yamilet Peña         | République dominicaine | 7.000   | 7.766   | 0.3    | 14.466  | 5.800   | 7.666   |        | 13.466  | 13.966 |
| 8                  | Chantysha Netteb     | Pays-Bas               | 5.800   | 8.100   |        | 13.900  | 0.000   | 0.000   |        | 0.000   | 6.950  |
| Rang               | Gymnaste             | Pays                   | Saut 1  | Saut 1  | Saut 1 | Saut 1  | Saut 2  | Saut 2  | Saut 2 | Saut 2  | Total  |

#### Barres asymétriques
| Rang               | Gymnaste        | Pays        | Score D | Score E | Pén. | Total  |
| ------------------ | --------------- | ----------- | ------- | ------- | ---- | ------ |
| Médaille d'or      | Huang Huidan    | Chine       | 6.600   | 8.800   |      | 15.400 |
| Médaille d'argent  | Kyla Ross       | États-Unis  | 6.400   | 8.866   |      | 15.266 |
| Médaille de bronze | Aliya Mustafina | Russie      | 6.500   | 8.533   |      | 15.033 |
| 4                  | Simone Biles    | États-Unis  | 6.100   | 8.616   |      | 14.716 |
| 5                  | Sophie Scheder  | Allemagne   | 6.400   | 8.283   |      | 14.683 |
| 6                  | Yao Jinnan      | Chine       | 6.900   | 7.733   |      | 14.633 |
| 7                  | Ruby Harrold    | Royaume-Uni | 6.300   | 8.033   |      | 14.333 |
| 8                  | Becky Downie    | Royaume-Uni | 6.400   | 7.400   |      | 13.800 |

#### Poutre
| Rang               | Gymnaste         | Pays       | Score D | Score E | Pén. | Total  |
| ------------------ | ---------------- | ---------- | ------- | ------- | ---- | ------ |
| Médaille d'or      | Aliya Mustafina  | Russie     | 6.000   | 8.900   |      | 14.900 |
| Médaille d'argent  | Kyla Ross        | États-Unis | 6.000   | 8.833   |      | 14.833 |
| Médaille de bronze | Simone Biles     | États-Unis | 6.100   | 8.233   |      | 14.333 |
| 4                  | Vanessa Ferrari  | Italie     | 5.700   | 8.600   |      | 14.300 |
| 5                  | Carlotta Ferlito | Italie     | 5.900   | 8.383   |      | 14.283 |
| 6                  | Shang Chunsong   | Chine      | 6.200   | 7.933   |      | 14.133 |
| 7                  | Larisa Iordache  | Roumanie   | 6.300   | 7.633   |      | 13.933 |
| 8                  | Anna Rodionova   | Russie     | 5.700   | 7.400   |      | 13.100 |

#### Sol
| Rang               | Gymnaste           | Pays       | Score D | Score E | Pén. | Total  |
| ------------------ | ------------------ | ---------- | ------- | ------- | ---- | ------ |
| Médaille d'or      | Simone Biles       | États-Unis | 6.500   | 8.500   |      | 15.000 |
| Médaille d'argent  | Vanessa Ferrari    | Italie     | 6.200   | 8.433   |      | 14.633 |
| Médaille de bronze | Larisa Iordache    | Roumanie   | 6.100   | 8.500   |      | 14.600 |
| 4                  | Mai Murakami       | Japon      | 6.200   | 8.266   |      | 14.466 |
| 5                  | Giulia Steingruber | Suisse     | 6.100   | 8.233   |      | 14.333 |
| 5                  | Kyla Ross          | États-Unis | 5.700   | 8.633   |      | 14.333 |
| 7                  | Sandra Izbașa      | Roumanie   | 6.100   | 7.633   |      | 13.733 |
| 8                  | Ellie Black        | Canada     | 5.700   | 7.966   | 0.1  | 13.566 |

## Tableaux des médailles
| Rang  | Nation          | Or | Argent | Bronze | Total |
| ----- | --------------- | -- | ------ | ------ | ----- |
| 1     | Japon           | 4  | 1      | 2      | 7     |
| 2     | Brésil          | 1  | 0      | 0      | 1     |
| 2     | Chine           | 1  | 0      | 0      | 1     |
| 2     | Pays-Bas        | 1  | 0      | 0      | 1     |
| 2     | Corée du Sud    | 1  | 0      | 0      | 1     |
| 6     | États-Unis      | 0  | 2      | 2      | 4     |
| 7     | Allemagne       | 0  | 1      | 1      | 2     |
| 7     | Grande-Bretagne | 0  | 1      | 1      | 2     |
| 9     | Mexique         | 0  | 0      | 1      | 1     |
| 9     | Russie          | 0  | 0      | 1      | 1     |
| Total | Total           | 8  | 7      | 6      | 21    |

| Rang  | Nation        | Or | Argent | Bronze | Total |
| ----- | ------------- | -- | ------ | ------ | ----- |
| 1     | États-Unis    | 3  | 4      | 1      | 8     |
| 2     | Russie        | 1  | 0      | 2      | 3     |
| 3     | Chine         | 1  | 0      | 0      | 1     |
| 4     | Italie        | 0  | 1      | 0      | 1     |
| 5     | Corée du Nord | 0  | 1      | 0      | 1     |
| 5     | Roumanie      | 0  | 1      | 0      | 1     |
| Total | Total         | 5  | 5      | 5      | 15    |

### Confondu
| Rang  | Nation        | Or | Argent | Bronze | Total |
| ----- | ------------- | -- | ------ | ------ | ----- |
| 1     | Japon         | 4  | 1      | 2      | 7     |
| 2     | États-Unis    | 3  | 6      | 3      | 12    |
| 3     | Chine         | 2  | 0      | 0      | 2     |
| 4     | Russie        | 1  | 1      | 2      | 4     |
| 5     | Brésil        | 1  | 0      | 0      | 1     |
| 5     | Pays-Bas      | 1  | 0      | 0      | 1     |
| 5     | Corée du Sud  | 1  | 0      | 0      | 1     |
| 8     | Allemagne     | 0  | 1      | 1      | 2     |
| 8     | Royaume-Uni   | 0  | 1      | 1      | 2     |
| 10    | Italie        | 0  | 1      | 0      | 1     |
| 10    | Mexique       | 0  | 1      | 0      | 1     |
| 12    | Corée du Nord | 0  | 0      | 1      | 1     |
| 12    | Roumanie      | 0  | 0      | 1      | 1     |
| Total | Total         | 13 | 12     | 11     | 36    |